# Karin Singstad
Karin Singstad   (Trondheim, 29 de desembre de 1958) és una exjugadora d'handbol noruega que va competir durant la dècada de 1980.
El 1988 va prendre part en els Jocs Olímpics de Seül, on guanyà la medalla de plata en la competició d'handbol. En el seu palmarès també destaca una medalla de bronze al campionat del món d'handbol de 1986. Entre 1984 i 1989 jugà un total de 88 partits i marcà 33 gols amb la selecció nacional.
A nivell de clubs jugà al Sverresborg IF.